# HMS Theseus (1786)
HMS Theseus (Корабль Его Величества «Тезеус») — 74-пушечный линейный корабль третьего ранга. Первый корабль Королевского флота, 
названный HMS Theseus, в честь героя греческих мифов Тесея. Восьмой линейный корабль типа Culloden. Относился к так называемым «обычным 74-пушечным кораблям», нёс на верхней орудийной палубе 18-фунтовые пушки. 
Заложен 3 сентября 1783 года. Спущен на воду 25 сентября 1786 года на частной верфи Перри в 
Блэкуолле. Принял участие во многих морских сражениях периода французских революционных и наполеоновских войн, в том числе в Битве на Ниле и Сражении на Баскском рейде.

## Служба

### Французские войны

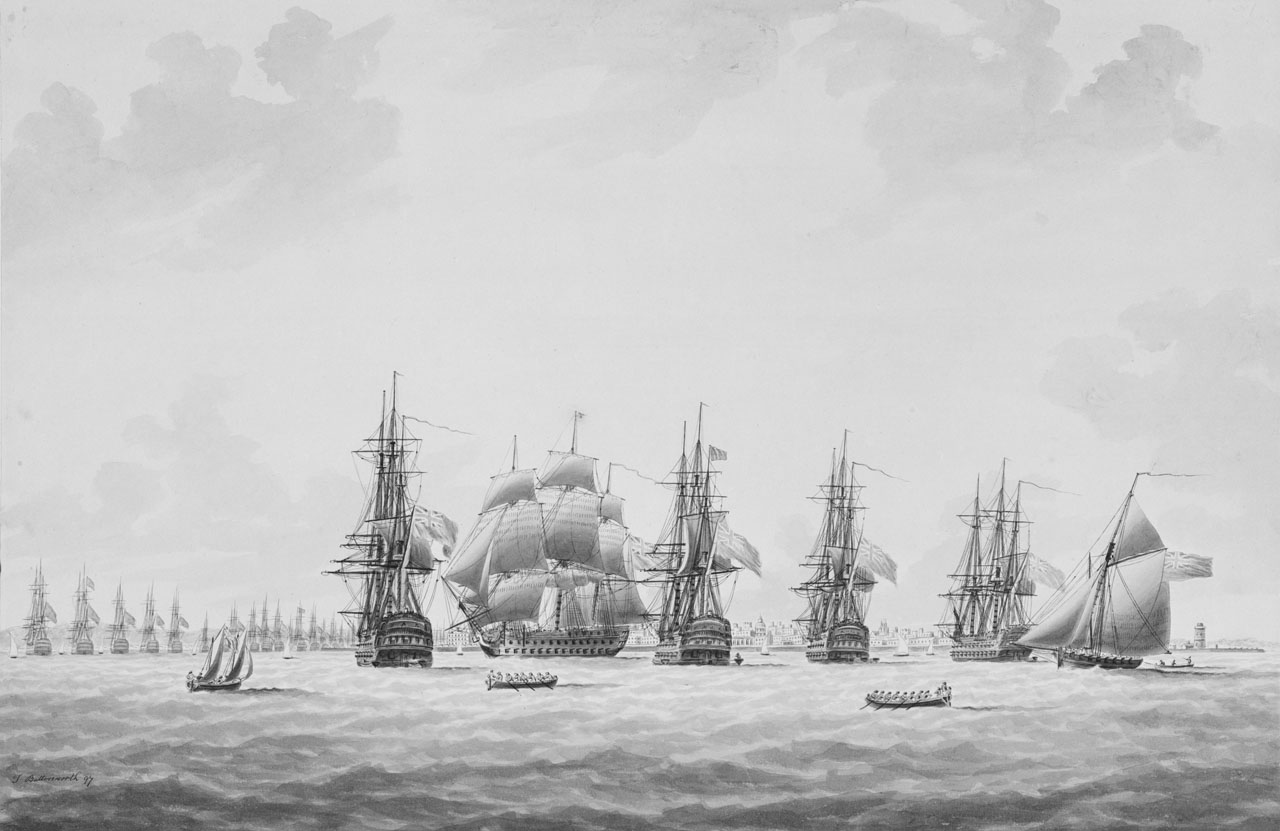
Прибрежная эскадра, блокирующая Кадис; Theseus в середине

31 марта 1797 года Theseus, под командованием капитана Ральфа Уиллетта Миллера, вместе с эскадрой Джона Джервиса вышел из Лиссабона к Кадису, куда отступил испанский флот, потерпевший поражение у мыса Сент-Винсент. Theseus принимал участие в блокаде Кадиса. Во время второй бомбардировки города, предпринятой Нельсоном в ночь на 5 июля 1797 года, он был одним из судов прикрытия, обеспечивающих безопасность бомбардирских кораблей.
Когда эскадры блокирующей Кадис достиг слух, что испанские галионы, нагруженные сокровищами Нового Света, которые должны 
были прибыть в Кадис остановились в Санта-Крусе на острове Тенерифе, узнав о присутствии английских кораблей, Нельсону тотчас же пришла мысль идти туда, чтобы овладеть этими сокровищами. 15 июля 1797 года Нельсон отделился от флота с отрядом из 4 
кораблей и 3 фрегатов, вверенных его началу. 22-25 июля 1797 года Theseus был флагманом Нельсона во время нападения на Санта-Крус-де-Тенерифе. Однако испанский гарнизон оказал упорное сопротивление и британцы, столкнувшись с превосходящими силами противника, были вынуждены отступить. Сам Нельсон был ранен в правую руку, и ему пришлось её ампутировать. Всю оставшуюся жизнь это служило ему напоминанием о провале.
В конце мая 1798 года Theseus вошел в состав отдельной эскадры под командованием капитана Томаса Трубриджа, отправленной, чтобы усилить эскадру Нельсона. В это время Нельсон был занят поисками крупного французского флота, который отплыл из Тулона с для нападения на Египет. 13 июня Наполеон занял Мальту, а 19 июня продолжил свой путь в Египет и прибыл в Александрию 1 июля. 31 мая Нельсон вернулся к Тулону, где обнаружил, что французы покинули порт 13 дней назад. 7 июня к Нельсону присоединилась эскадра Трубриджа, после чего в поисках врага Нельсон достиг Неаполя 17 июня, а затем и Мессины 20 июня. Здесь он узнал о захвате Мальты и догадался о вероятном месте назначения французов. Он отплыл в Александрию, но так как он двигался быстрее французов, его эскадра обогнала их и первой достигла Александрии 29 июня, за два дня до них. Не найдя там французов Нельсон решил возвращаться, и отправился в направлении, противоположном тому, с которого приближались французы. Однако Нельсона не покидала уверенность в том, что французы собирались именно в Египет и он отправился в плавание в Александрию еще раз.

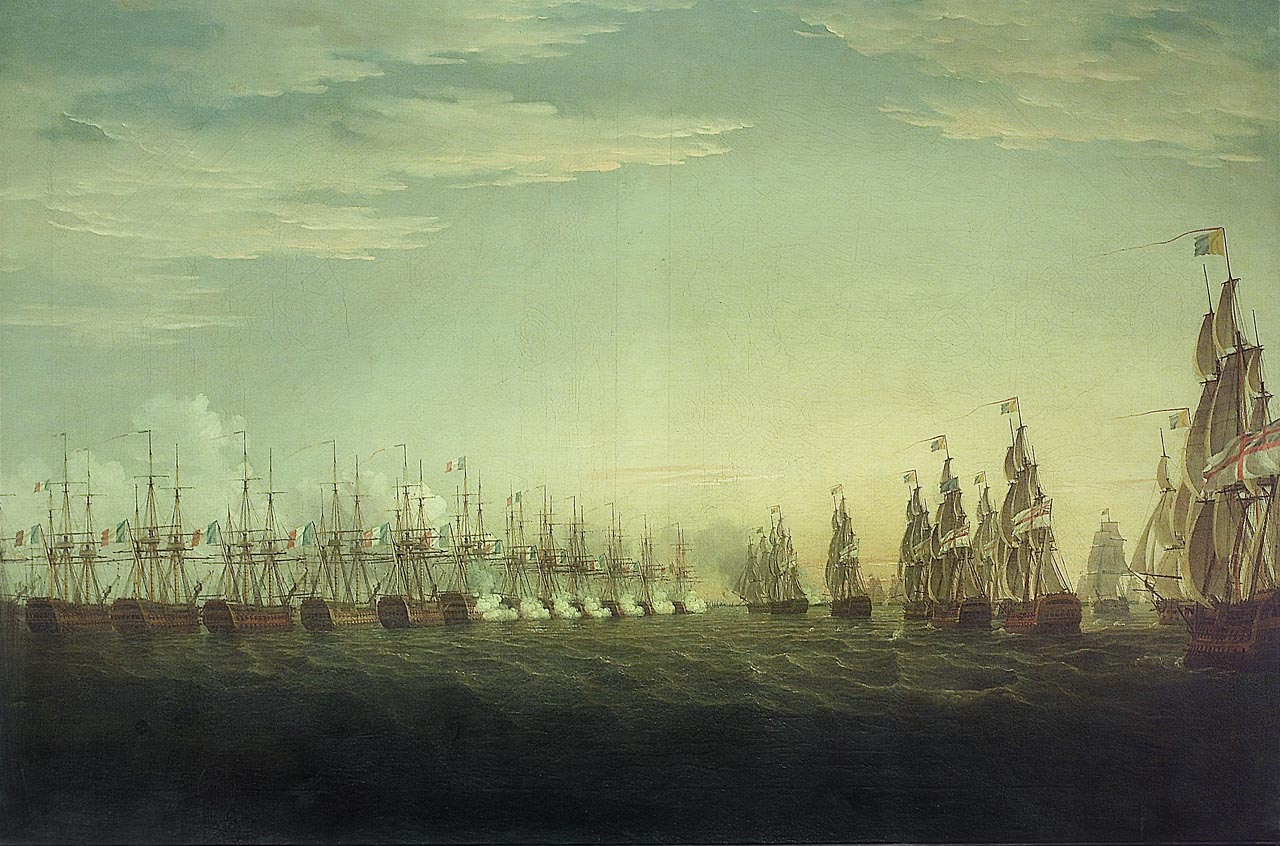
Начало битвы на Ниле. Theseus пятый в британской линии

Вечером 1 августа 1798 года за полчаса до захода солнца началась Битва на Ниле, когда Нельсон атаковал французский флот, который был пришвартован в боевой линии в Абукирском заливе под защитой флотилии канонерских лодок, четырех фрегатов и батарей на острове Абукир. Theseus был пятым кораблем в линии и, после того как первые четыре корабля атаковали французский авангард, Theseus встал на якорь возле 74-пушечного Spartiate, третьего корабля французской линии. В это время флагман Нельсона Vanguard атаковал Spartiate со стороны моря. Оказавшись меж двух огней Spartiate получил тяжелые повреждения, потерял все мачты и в итоге был вынужден спустить флаг. После того как французский авангард капитулировал, Theseus и Goliath поспешили на помощь британским кораблям, ведущим бой с центром французского флота. Два французских корабля Heureux и Mercure сели на мель и после короткого боя с британскими кораблями сдались. В сражении Theseus получил несколько пробоин корпуса и потерял 5 человек убитыми и 30 ранеными.
В марте-мае 1799 года Theseus входил в состав эскадры коммодора Уильяма Сиднея Смита во время осады Акры. 14 мая 1799 года на борту Theseus произошел сильный взрыв. Взорвались двадцать 36-фунтовых и пятьдесят 18-фунтовых снарядов. Корабль был сильно поврежден, её кормовая часть была почти полностью разрушена, на судне возник пожар. Экипаж самоотверженно боролся с огнём и смог спасти корабль, но тем не менее эта катастрофа унесла жизни 40 человек, в том числе и капитана Миллера, еще 47 человек, включая двух лейтенантов, были ранены.

### Наполеоновские войны
В июне-декабре 1803 года Theseus, под командованием капитана Джона Блая, в составе эскадры коммодора Джона Лоринга принимал 
участие в блокаде Сан-Доминго. В июле 1803 года эскадрой Лоринга была перехвачена французская эскадра коммодора Пьера Мориса Жюльена, состоящая из двух 74-пушечных кораблей Duquesne и Duguay-Trouin и 40-пушечного фрегата Guerriere. Ночью французы разделились, Duquesne двинулся на запад, а Duguay-Trouin и Guerriere на восток. Британская эскадра устремилась в погоню и после непродолжительного боя Vanguard и Tartar вынудили Duquesne спустить флаг. Elephant, который преследовал Duguay-Trouin, почти догнал его, даже успел сделать несколько выстрелов, но в итоге Duguay-Trouin вместе с фрегатом удалось уйти от погони.
В декабре 1803 года капитану Джону Блаю с Theseus вместе с небольшой эскадрой, состоящей из 74-пушечного линейного корабля 
Hercule, двух 36-пушечных фрегатов (Blanche и Pique) и 10-пушечной шхуны Gipsy, было поручено организовать атаку на Кюрасао. Эскадра прибыла к острову 31 января 1804 года, и так как губернатор острова отказался сдаться, начала высадку на берег. Военная операция продолжалась до 4 марта, но так как к голландам прибыло подкрепление, а среди британских войск началась эпидемия дизентерии, Блай принял решение отступить. В этой операции британцы потеряли 18 человек убитыми и 42 ранеными.
4-10 сентября 1804 года к северу от Багамских островов Theseus попал в сильный шторм и был поврежден, потерял все мачты а в его трюме было почти 6 футов воды.

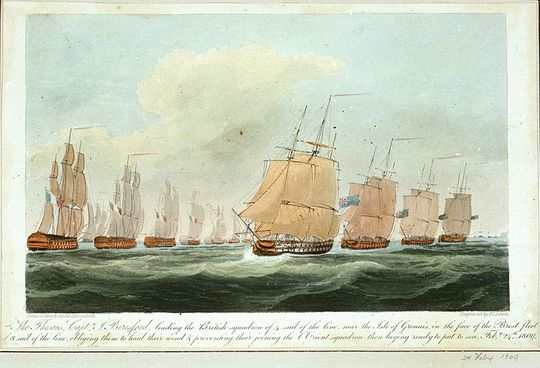
Бересфорд против Вильоме, Theseus возглавляет британскую линию.

21 февраля 1809 года адмирал Вильоме вышел в море с 8 линейными кораблями, 2 фрегатами, бригом Nisus и шхуной Magpie. Он без большого труда отогнал британский дозор (одинокий Revenge), но капитан Паже последовал за французами, и оповестил блокирующего Лориан коммодора Бересфорда на Theseus в сопровождении Valiant и Triumph, который немедленно пошел наперерез французам. Бересфорд преследовал французов до баскского рейда, где соединился с эскадрой контр-адмирала Роберта Стопфорда.
Theseus принял участие в бою на баскском рейде в апреле 1809 года. 11 апреля Томас Кокрейн организовал дерзкое нападение флотилии брандеров, с целью вызвать хаос среди стоящей на якоре французской эскадры. Большинство французских кораблей в страхе перед огнём обрубили якоря, но, неуправляемые без парусов, оказались на мели. 12 апреля Кокрейн организовал атаку на сидящие на мели французские корабли, в которой в числе прочих принимал участие и Theseus. В результате атаки были захвачены или уничтожены 4 линейных корабля и фрегат.
Theseus оставался на службе до 1814 года, после чего в Чатеме он был отправлен на слом и разобран.